# Caudinidae
Famille
Les Caudinidae forment une famille d'holothuries de l'ordre des Molpadida.

## Description et caractéristiques

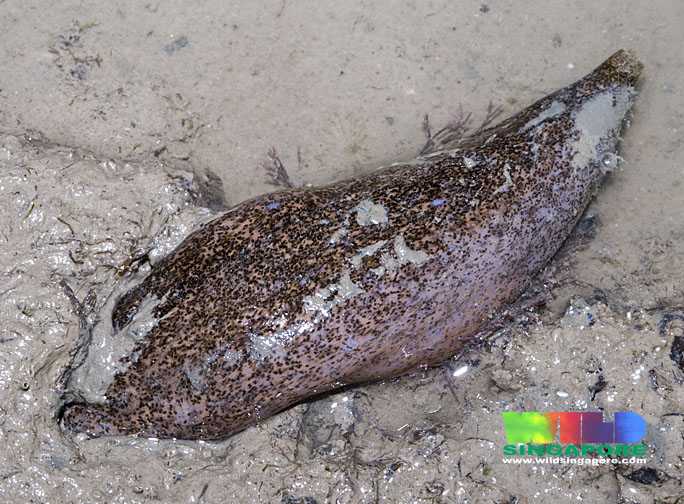
Acaudina leucoprocta à Singapour.

Ces holothuries sont pourvues d'un appendice caudal, d'où le nom de la famille, mis à part celles du genre Acaudina. 
Elles sont équipées de 15 tentacules digités autour de la bouche (avec des digitations exclusivement latérales et pas de terminale), de papilles anales, et d'arbres respiratoires. 

## Liste des genres
Selon World Register of Marine Species (4 juin 2014) :
- genre Acaudina Clark, 1908 -- 9 espèces
- genre Caudina Stimpson, 1853 -- 8 espèces
- genre Ceraplectana Clark, 1908 -- 1 espèce
- genre Hedingia Deichmann, 1938 -- 7 espèces
- genre Paracaudina Heding, 1932 -- 12 espèces

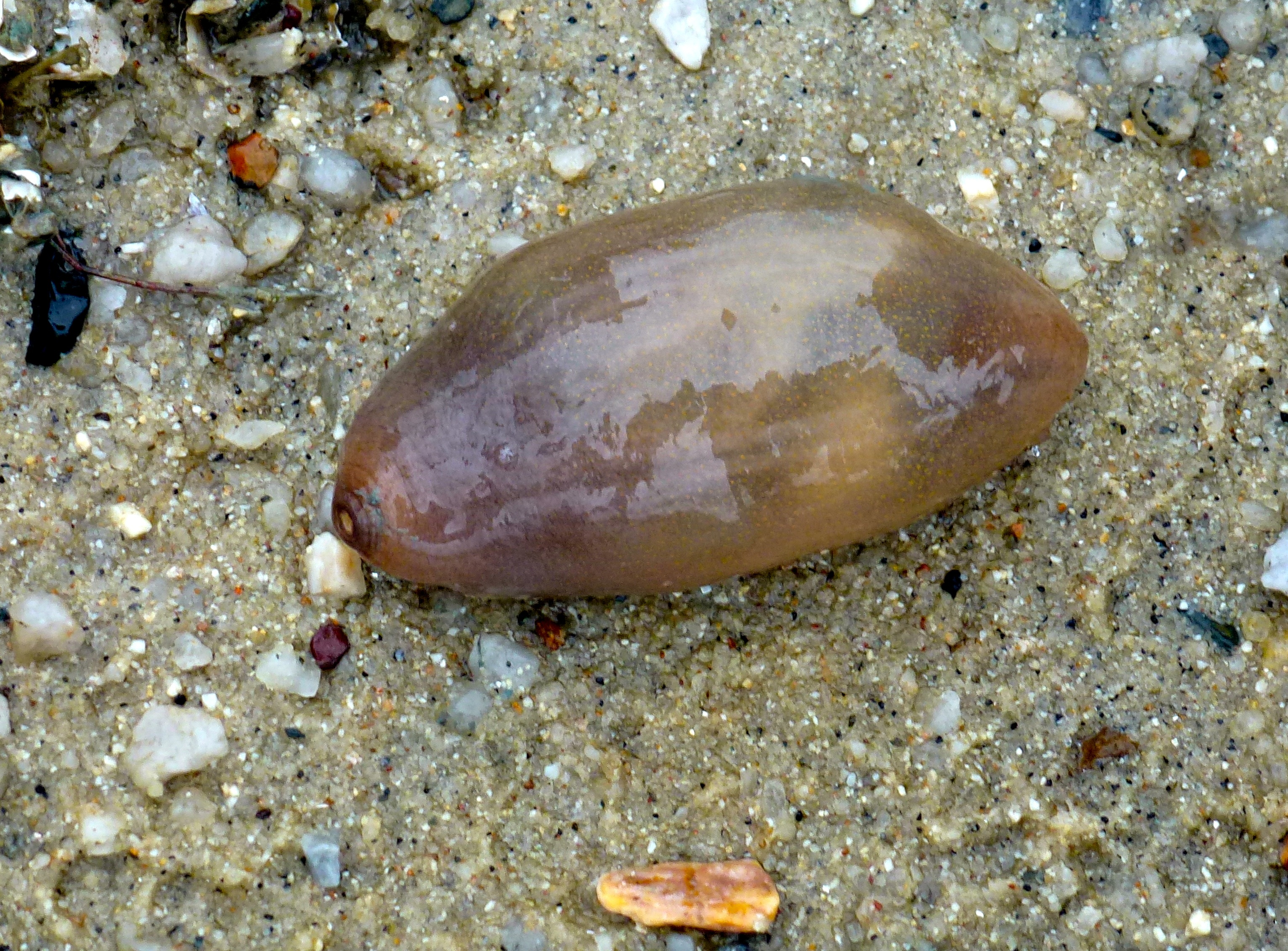
Acaudina molpadioides, sur une plage de Langkawi en Malaisie.
Caudina arenicola aux États-Unis.
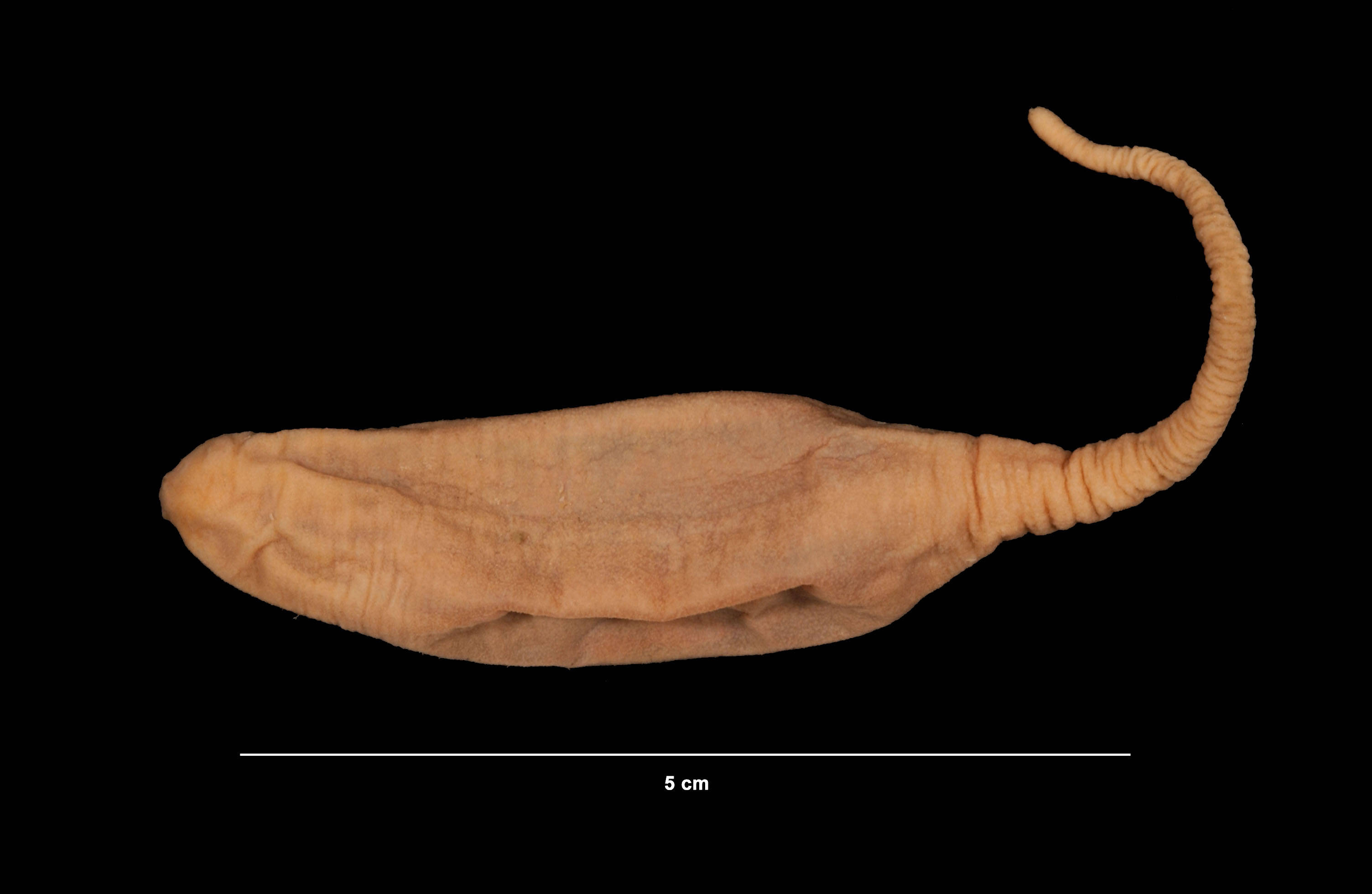
Hedingia albicans.
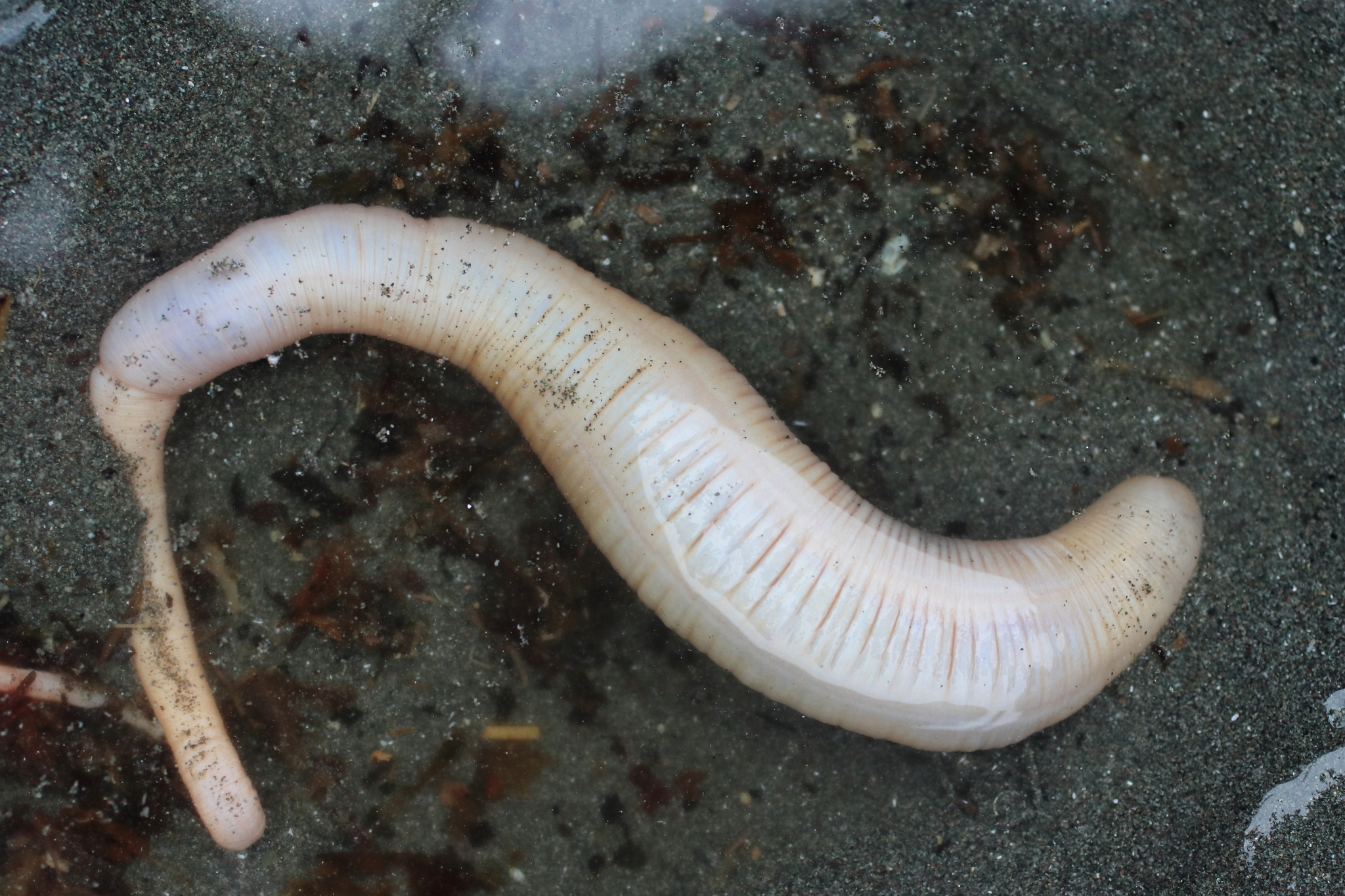
Paracaudina chilensis.